# Shpady
Shpady (dawniej Szpadyzor Records) – polska niezależna wytwórnia muzyczna specjalizująca się w muzyce hip-hop. Powstała w 2009 roku w Poznaniu na podstawie pomysłu rapera Piotra "DonGURALesko" Górnego. Założycielem firmy był Michał Kwiatek, związany z agencją koncertową Jaguar.
Nakładem Szpadyzor Records ukazały się nagrania m.in. takich artystów jak: donGURALesko, Waldemar Kasta, DJ Soina, Rafi, RY23, Shellerini, Kaczor, Gruby Mielzky.

## Historia
Pierwszym wydawnictwem które ukazało się nakładem Szpadyzor Records był mixtape pt. Inwazja porywaczy ciał autorstwa Gurala i Matheo. Miał on premierę 1 lipca 2009 r. Do utworów „Wznieście ręce w powietrze”, „Ekwador” i „Idziemy po swoje” zostały zrealizowane teledyski. W lutym 2010 roku płyta została nominowana w plebiscycie "Podsumowanie 2009" serwisu Poznanskirap.com w kategorii album roku. Kilka miesięcy później, w listopadzie wydany został debiutancki album Ramony 23 pt. Uliczny flowklor. Wydawnictwo promowały teledyski zrealizowane do utworów „Uliczny flowklor” oraz „Czekając na cud/Płoną wersy”. 13 listopada premierę miał pierwszy solowy album Waldemara Kasty pt. 13. Producentem całej płyty był Matheo. Album zadebiutował na 50. miejscu listy OLiS w Polsce. Na początku grudnia 2009 r. ukazała się składanka pt. Black X-Mas 3, wykonawców związanych z wytwórnią.. W roku 2010 wydane zostały trzy płyty: Totem leśnych ludzi DonGURALesko, Przyjaźń, duma, godność Kaczora i High Quality Mariana Wielkopolskiego. Album donGURALesko zadebiutował na 1. miejscu zestawienia OLiS. Na początku 2011 r. ukazał się debiutancki album pt. PDG Gawrosz – poznańskiego rapera Shellerini – członka duetu WSRH. Płyta okazała się sukcesem, docierając do 10. miejsca notowania OLiS. Kilka miesięcy później został wydany pierwszy mixtape DJ-a Soiny pt. Kręci mnie vinyl. 29 lipca 2011 roku nakładem wytwórni ukazał się debiutancki album Rafiego pt. 200 ton. Pod koniec 2011 r. ukazał się kolejny album Gurala pt. Zaklinacz deszczu natomiast 17 marca 2012 roku ukazał się kolejny solowy album Ramony 23 pt. Magiczne pióro. 12 października 2012 roku nakładem Szpadyzor Records premierę miała debiutancka płyta Gruby Mielzky – Silny jak nigdy, wkurwiony jak zwykle. W roku 2019 wytwórnia zaczęła sygnować swoje wydawnictwa nazwą "Shpady" a pierwszą płytą wydaną pod nowym szyldem były Latające ryby – donGURALesko.